# Ignaców (powiat brzeziński)
Ignaców – wieś w Polsce położona w województwie łódzkim, w powiecie brzezińskim, w gminie Brzeziny.
Wieś przynależy do parafii pw. Miłosierdzia Bożego w Justynowie.
W latach 1975–1998 miejscowość należała administracyjnie do województwa skierniewickiego. Od roku 1998 miejscowość należy do woj. łódzkiego.